# 10389 Робманнінґ
10389 Робманнінґ (10389 Robmanning) — астероїд головного поясу, відкритий 1 червня 1997 року.
Тіссеранів параметр щодо Юпітера — 3,586.